# Thomas Orde-Powlett
Thomas Orde-Powlett (ur. 30 sierpnia 1740, zm. 30 lipca 1807 w Hackwood Park) – brytyjski arystokrata i polityk, syn Johna Orde'a i Anne Marr, córki Ralpha Marra.
Został ochrzczony jako Thomas Orde 2 października 1740 w Morpeth w hrabstwie Northumberland. Kształcił się w Eton College i King’s College w Cambridge. Tę ostatnią uczelnię ukończył w 1770 z tytułem bakałarza sztuk pięknych. W 1773 został magistrem z tej dziedziny.
Był rewidentem księgowym (Auditor) Księstwa Lancaster w latach 1772–1774, zaś później, do końca życia, pełnił w tym księstwie urząd syndyka masy upadłościowej (Receiver). 23 lutego 1775 r. został członkiem Towarzystwa Starożytności. W karierze politycznej związał się z partią torysów. Z jej ramienia był członkiem Parlamentu w latach 1780–1784 (z okręgu Aylesbury), 1784–1790 (z okręgu Rathcormick) i 1790–1796 (z okręgu Harwich). Był również Sekretarzem Skarbu (1782–1783), Podsekretarzem Stanu do Spraw Wewnętrznych (1782 r.) i sekretarzem lorda namiestnika Irlandii (1784–1787). 23 listopada 1785 r. został członkiem Tajnej Rady.
7 kwietnia 1778 w Marylebone, poślubił Jean Mary Browne-Powlett (ok. 1751 – 14 grudnia 1814), nieślubną córkę Charlesa Powletta, 5. księcia Bolton i Mary Browne Banks. Thomas i Jean mieli razem dwóch synów:
- William Orde-Powlett (31 października 1782 – 13 lipca 1850), 2. baron Bolton, ożenił się z Marią Carleton, nie miał dzieci
- Thomas Order-Powlett (ok. 1787 – 31 stycznia 1843), ożenił się z Letitią O’Brien i miał dzieci

Po śmierci stryja swojej żony 6. księcia Bolton w 1794 Orde przejął część jego ziem i zmienił nazwisko na Orde-Powlett. W 1797 otrzymał tytuł barona Bolton, uprawniający go do zasiadania w Izbie Lordów.
Sir Jonah Barrington opisał barona jako chłodnego, ostrożnego, powolnego i moralizatorskiego człowieka, dość dobrze poinformowanego, ale niezbyt utalentowanego, umysłu może niezbyt silnego, ale też i nie słabego.
Bolton zmarł w 1807 w wieku 66. lat i został pochowany w Old Basing w hrabstwie Hampshire, gdzie przez ostatnie 7 lat pełnił funkcję lorda namiestnika.